# Ландштейнер (лунный кратер)
Кратер Ландштейнер (лат. Landsteiner) — маленький ударный кратер в центральной части Моря Дождей на видимой стороне Луны. Название присвоено в честь австрийского врача, химика, иммунолога, инфекциониста Карла Ландштейнера (1868—1943) и утверждено Международным астрономическим союзом в 1976 г.

## Описание кратера

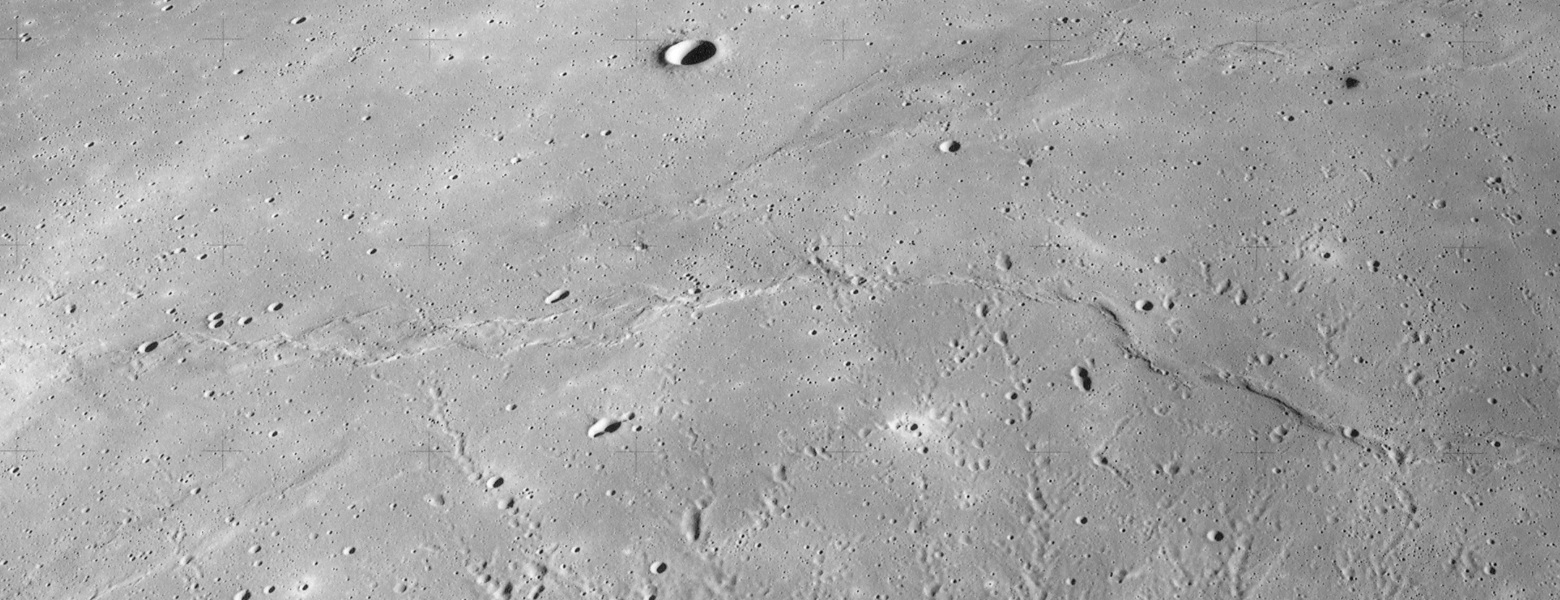
Гряда Гребау и кратер Ландштейнер. Снимок с борта Аполлона-15.

Ближайшими соседями кратера являются маленький кратер Мак-Дональд на западе; кратер Архимед на востоке; маленькие кратеры Фейе и Бэр на юго-востоке; кратер Тимохарис на юге и маленький кратер Сэмпсон на юго-западе. На востоке-северо-востоке от кратера находятся горы Шпицберген; на юге-юго-востоке цепочка кратеров Тимохариса; на юге гряда Гребау. Селенографические координаты центра кратера 31°18′ с. ш. 14°47′ з. д. / 31,3° с. ш. 14,79° з. д., диаметр 6,1 км, глубина 1,36 км.
Кратер Ландштейнер имеет циркулярную чашеобразную форму и практически не подвергся разрушению благодаря небольшому возрасту. Вал с четко очерченной острой кромкой и гладким внутренним склоном. Высота вала над окружающей местностью достигает 220 м, объем кратера составляет приблизительно 9 км³. По морфологическим признакам кратер относится к типу ALC (по названию типичного представителя этого класса — кратера Аль-Баттани C).
До получения собственного наименования в 1976 г. кратер имел обозначение Тимохарис F (в системе обозначений так называемых сателлитных кратеров, расположенных в окрестностях кратера, имеющего собственное наименование).

## Сателлитные кратеры
Отсутствуют.

## См.также
- Список кратеров на Луне
- Лунный кратер
- Морфологический каталог кратеров Луны
- Планетная номенклатура
- Селенография
- Минералогия Луны
- Геология Луны
- Поздняя тяжёлая бомбардировка